# Rutherford College
Rutherford College és una població dels Estats Units a l'estat de Carolina del Nord. Segons el cens del 2000 tenia 1.293 habitants.

## Demografia
Segons el cens del 2000, Rutherford College tenia 1.293 habitants, 541 habitatges i 381 famílies. La densitat de població era de 219 habitants per km².
Dels 541 habitatges en un 29,8% hi vivien nens de menys de 18 anys, en un 55,6% hi vivien parelles casades, en un 11,5% dones solteres, i en un 29,4% no eren unitats familiars. En el 26,2% dels habitatges hi vivien persones soles l'11,6% de les quals corresponia a persones de 65 anys o més que vivien soles. El nombre mitjà de persones vivint en cada habitatge era de 2,37 i el nombre mitjà de persones que vivien en cada família era de 2,86.
Per edats la població es repartia de la següent manera: un 23,7% tenia menys de 18 anys, un 7,4% entre 18 i 24, un 28,2% entre 25 i 44, un 25% de 45 a 60 i un 15,8% 65 anys o més.
L'edat mediana era de 39 anys. Per cada 100 dones de 18 o més anys hi havia 82,8 homes.
Cap de les famílies estaven per davall del llindar de pobresa.

## Poblacions més properes
El següent diagrama mostra les poblacions més properes.